# Red Star (merk)
Red Star is een historisch merk van motorfietsen.
Bedrijfsnamen: Moteurs Red Star en: Red Star Motorcycles & Motors, Bruxelles.
Red Star was een Belgisch merk dat in 1902 begon met de productie van motorfietsen. Hiervoor werden inbouwmotoren gebruikt, volgens sommige bronnen waren dat 211cc-Minerva-blokken, volgens andere 291cc-BSA-blokken. De betrokkenheid van topingenieur Paul Kelecom bij Red Star duidt dan weer op de ontwikkeling van eigen motoren. Vast staat dat het Britse bedrijf Gamage deze bijzondere machientjes onder eigen naam verkocht.
Een van de bijzondere aspecten was het motorblok, dat een dragend deel van het frame vormde. De motoren evolueerden snel: van 2 pk in 1902 naar 2½ pk in 1903 tot 2¾ pk in 1904. Er werd een toer- en een sportmodel geproduceerd. Beide hadden (bijzonder voor die tijd) de bedieningselementen al op het stuur zitten.
Red Star motorfietsen waren populair bij wedstrijdrijders, met name bij heuvelklimwedstrijden waren ze succesvol. Maar ook betrouwbaarheidsritten, zoals "Le Circuit National" in België werden gewonnen.
Desondanks werd de productie bij Red Star in 1905 beëindigd.